# Агеев, Арсений Григорьевич
Арсений Григорьевич Агеев (30 января 1878, Пермская губерния — 6 февраля 1918, Кунгур) — политический деятель (кадет), благотворитель, личный почётный гражданин.

## Биография
Агеев Арсений Григорьевич родился на Полазненском заводе Пермского уезда Пермской губернии. Сын личного почётного гражданина. Закончил Пермское реальное училище, затем  Петербургский горный институт.
В ноябре 1905 — январе 1906 года принимал участие в работе Кунгурского отделения Всероссийского союза учителей. За издание пропагандистской литературы в октябре 1906 года привлекался к судебной ответственности. Оправдан в 1908 году. 
В 1917 году работал инженером путей сообщения, возглавлял Кунгурское отделение партии кадетов. От данной партии в ноябре этого же года выдвигался в депутаты Всероссийского Учредительного собрания, но не набрал  голосов. 
Гласный Кунгурского уездного земского собрания (1912—1918). 
Почётный член Пермского губернского попечительства детских приютов. Владелец здания летнего театра в Кунгуре. 
Убит карательным отрядом большевиков вместе с женой.

## Семья
Жена — Таисия Васильевна Агеева, дочь кунгурского фабриканта Василия Фоминского.